# Västra Simskäla
Västra Simskäla är en ö i Åland (Finland). Den ligger i Skärgårdshavet och i kommunen Vårdö i landskapet Åland, i den sydvästra delen av landet. Ön ligger omkring 31 kilometer nordöst om Mariehamn och omkring 250 kilometer väster om Helsingfors.
Öns area är 5,43 kvadratkilometer och dess största längd är 4,1 kilometer i sydväst-nordöstlig riktning. Ön höjer sig omkring 40 meter över havsytan.